# Lipotriches moerens
Lipotriches moerens är en biart som först beskrevs av Smith 1875.  Lipotriches moerens ingår i släktet Lipotriches och familjen vägbin. Inga underarter finns listade i Catalogue of Life.

## Bildgalleri

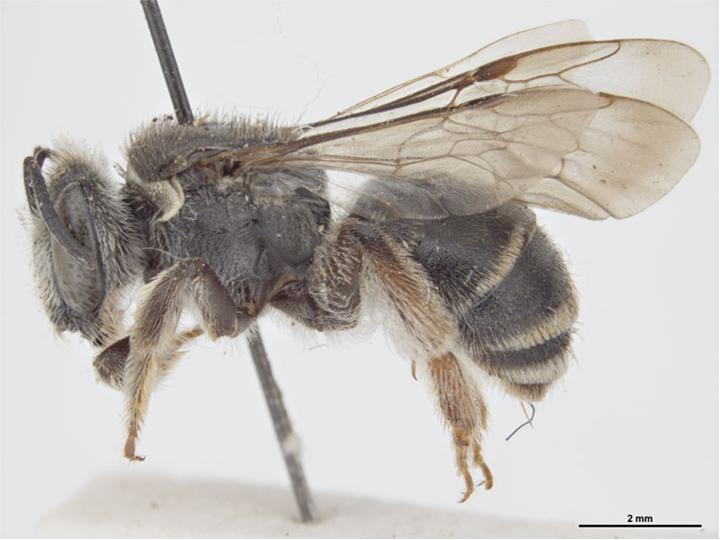